# Henry Aurenche
Pour les articles homonymes, voir Aurenche.
Henry Aurenche (Auguste-Henry Aurenche), né le 1er octobre 1879 à Privas (Ardèche) et mort à Paris le 18 janvier 1971, est un docteur en médecine, ophtalmologiste, romancier et poète français. Sportif, passionné de cyclisme et de tourisme, il s'est intéressé à la physiologie sportive.

## Biographie
Henry Aurenche est élève au lycée de Tournon. Un de ses plus proches amis est Émile Friol. Ils sont tous deux passionnés de vélos. Henry Aurenche sera durant des décennies médecin de L'Auto et du Tour de France et Émile Friol cinq fois champion de France de vitesse. 
Henry Aurenche soutient sa thèse de doctorat en médecine à Lyon, en 1905.
Henry Aurenche est engagé volontaire en 1914. Il est d’abord chargé de la direction d’un hôpital de convalescents à Privas puis il est envoyé sur le front comme aide-major. Il est blessé et évacué à Lyon où il est soigné au hôpital Saint-Luc. Ultérieurement il présidera l’Association des écrivains combattants.
Avant la guerre comme après, il est chef du service médical de L'Auto  et suit en cette qualité de Tour de France et Paris-Roubaix et médecin chef du vélodrome du Parc des princes. Il  écrit un roman sportif Mémoires d'une bicyclette dont Jean Durry écrit "le style est clair, chaleureux, humain, Henry Aurenche sait de quoi il parle et il a conçu une intrigue romanesque aussi imaginaire que crédible"
Henry Aurenche est marié et père de six enfants. Il est très attaché à son département d'origine et préside l'Association des ardéchois de Paris et anime la publication de L’Ardèche parisienne.

## Prix et décorations
Henry Aurenche reçoit à sept reprises un prix de l'Académie française :
- 1926 Prix Montyon pour Sur les chemins de la Corse
- 1929 Prix d’Académie pour Vers Jérusalem
- 1932 Prix Thérouanne pour La mort de Stamboul
- 1938 Prix d’Académie pour La fortune de Marysienka
- 1942 Prix Montyon pour Celui qui est vivant
- 1949 Prix Montyon pour les Chemins de Compostelle
- 1954 Prix Juteau-Duvigneaux pour La Passion du saint curé d’Ars

Le prix du roman sportif, du journal l'Auto,  lui est attribué pour Mémoires d'une bicyclette.
Troisième prix  au concours 1943 de Comœdia pour un scénario tiré de son roman, La Brelaudière.
En 1929 Henry Aurenche est fait chevalier de la Légion d'honneur, à titre militaire ; puis officier de la Légion d'honneur le 29 décembre 1948 par le ministère de l'éducation nationale.

## Publications
- Contribution à l'étude du chlorure d'éthyle comme agent d'anesthésie générale en obstétrique, Lyon, 1905[8]
- Chemins de Compostelle, Paris, 1948,  Bonne presse, 172 p, lire en ligne sur Gallica
- Sur les chemins de la Corse, préf. de A. Ambrosi, Paris, 1926, Perrin, 316 p.
- La Brelandière ambassadrice du roi soleil (roman historique, co-auteur Louis Coquet),Paris, 1945,Nouvelles éditions latines, 223 p.
- Mémoires d'une bicyclette (roman sportif),  préf. de H. Desgrange, Paris, 1923,  Albin Michel, 182 p.
- À Venise par les Dolomites, tourisme automobile, préf. Général Deleuze, 1919, Édition Française Illustrée, 251 p.
- Vers Jérusalem, Paris, 1928, Perrin, 244 p.
- La Passion du Saint curé d'Ars, Paris, 1954, Nouvelles éditions latines, 185 p.
- La Fortune De Marysienka, Paris, 1937, Editions Emile-Paul Frères, 268 p.
- La Mort de Stamboul, préf. Paul Chack, 1930, J. Peyronnet & Cie, 354 p.